# Moulin cavier
Pour les articles homonymes, voir moulin (homonymie).

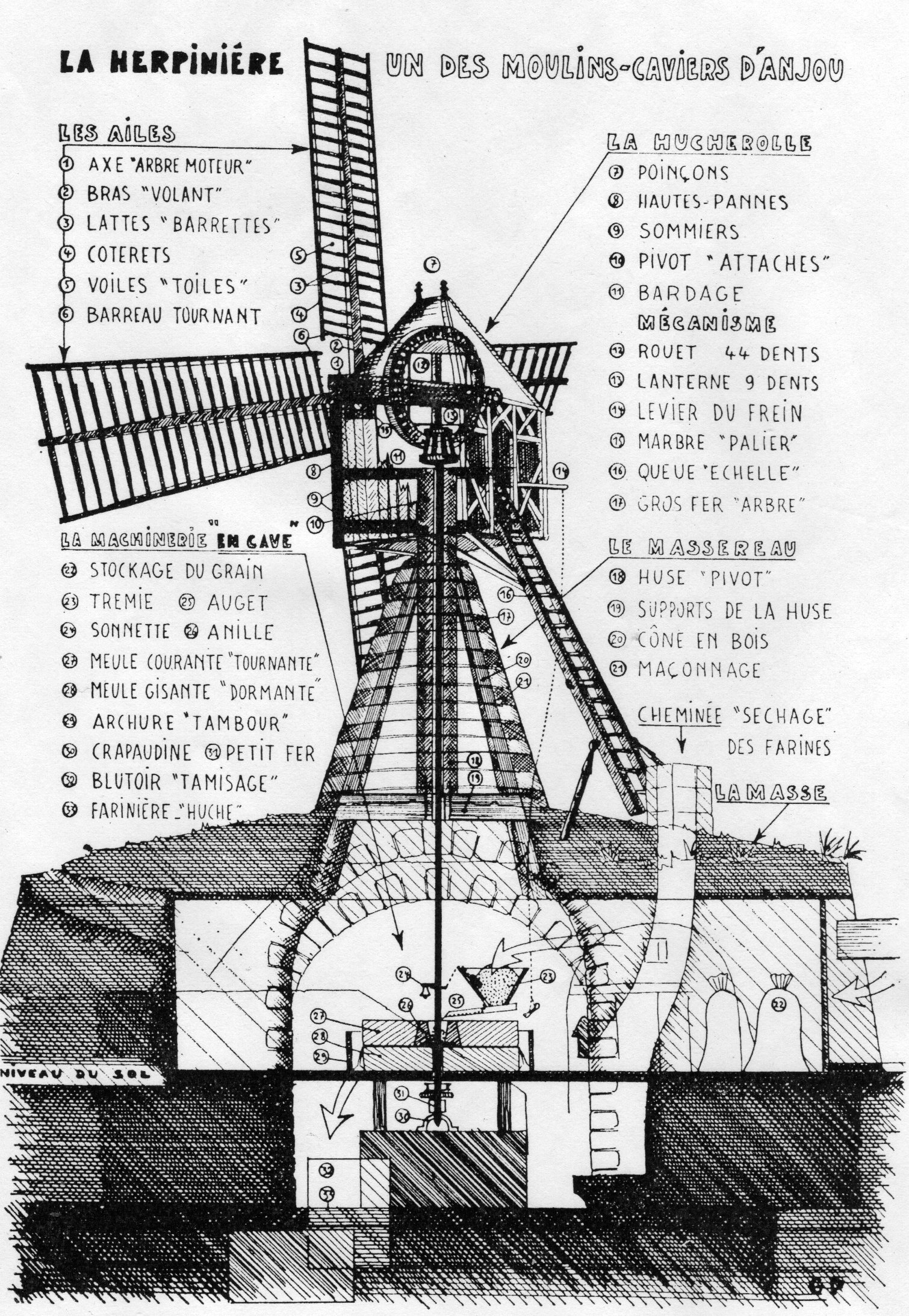

Le moulin cavier est un moulin à vent caractéristique en Anjou, en particulier dans le Saumurois. Il est composé d'un corps mobile appelé « hucherolle », supportant les ailes et contenant uniquement le mécanisme de renvoi du mouvement. La hucherolle repose sur une maçonnerie conique construite au-dessus d'une cave — parfois troglodytique —, à l'intérieur de laquelle se trouvent les appareils de mouture, ce qui explique l'appellation de « moulin cavier ».

## Moulins caviers en Europe
En Hollande, Allemagne, Angleterre et en d'autres pays, une variété du moulin cavier français existe. Au lieu d'une maçonnerie conique, la hucherolle de ces moulins repose sur un piédestal rectangulaire en bois (ou sur une maçonnerie rectangulaire ou hexagonale) à l'intérieur duquel se trouvent les appareils du moulin — les meules ou la vis d'Archimède (pour les moulins pompes). Ces moulins ont été normalement bâtis sans sous-sol. Leur usage premier était (et est encore) le transport de l'eau — c’est-à-dire pomper des polders en Hollande-Septentrionale par exemple où se trouvent environ une centaine de moulins cavier, ou drainer des zones humides. On dit que ces moulins ont été développés à partir des moulins pivot en bois (ou moulins en bois, à pivot). L'axe vertical (gros fer « arbre ») des moulins hollandais et allemands est construit en bois, pas en fer — un gros tronc d'arbre. Les Hollandais les appellent wipmolens (des « moulins agitantes »), les Allemands Koker(wind)mühlen (des « moulins à carquois ou moulins à vent carquois »). Le carquois, c'est le cylindre en bois vertical (le pivot « attache ») au travers duquel passe l'axe vertical (le gros tronc d'arbre). Le moulin cavier le plus grand en Hollande est le Wingerdse Molen (le « moulin Wingerdois »), un moulin pompe avec un diamètre des ailes de 28 m. Les moulins cavier allemands sont beaucoup plus petits.

## Moulins en fonctionnement en France
- Moulin des Aigremonts : commune de Bléré (Indre-et-Loire)
- Moulin de la Herpinière : commune de Turquant ; cavier troglodytique ; équipé comme au XVe siècle ; rénové par Guy Petitfils entre 1972 et 1977 ; nouvelles voiles en 2006 ; inscrit à l'inventaire supplémentaire des Monuments Historiques
- Le Champ-des-Isles : commune de Varennes-sur-Loire
- Moulin Gouré : commune de Louresse-Rochemenier ; cavier troglodytique
- La Bigottière : commune de Mozé-sur-Louet
- Moulin de la Montagne : commune de Thouarcé ; cavier au milieu des vignes
- Moulin cavier de la Guénaudière : commune de Grez-en-Bouère en Mayenne[1]

## Moulins restaurés désaffectés
- Moulin du Puits d'Ardanne : commune de Chalais (Vienne)

## Moulins en ruine
- Le Puy-Notre-Dame
- Tancoigné
- Saint-Léger-des-Bois

## Moulins disparus
- Cholet[2].

## Photos

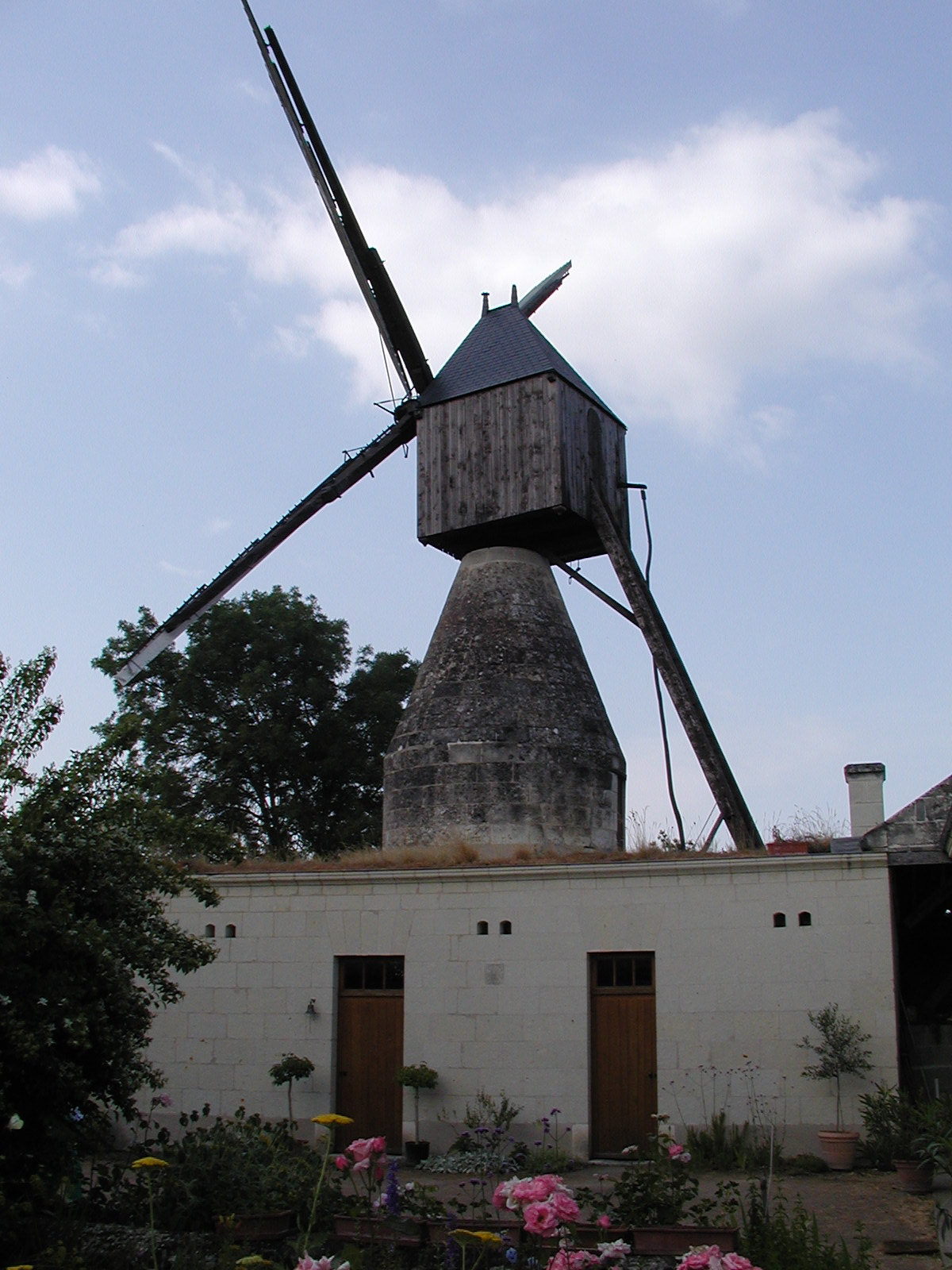
Le Champ-des-Îles (Varennes-sur-Loire).
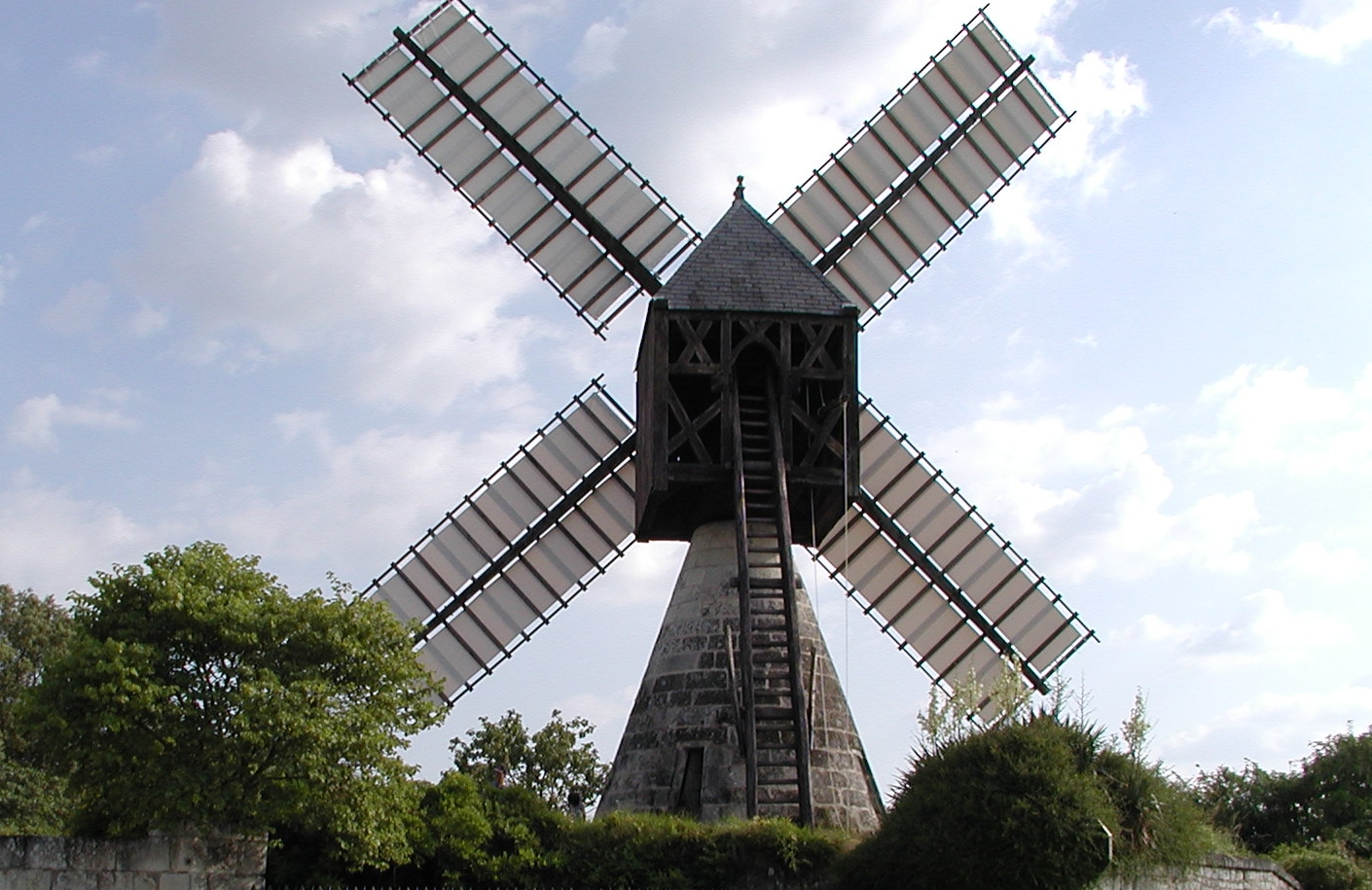
La Herpinière (Turquant).
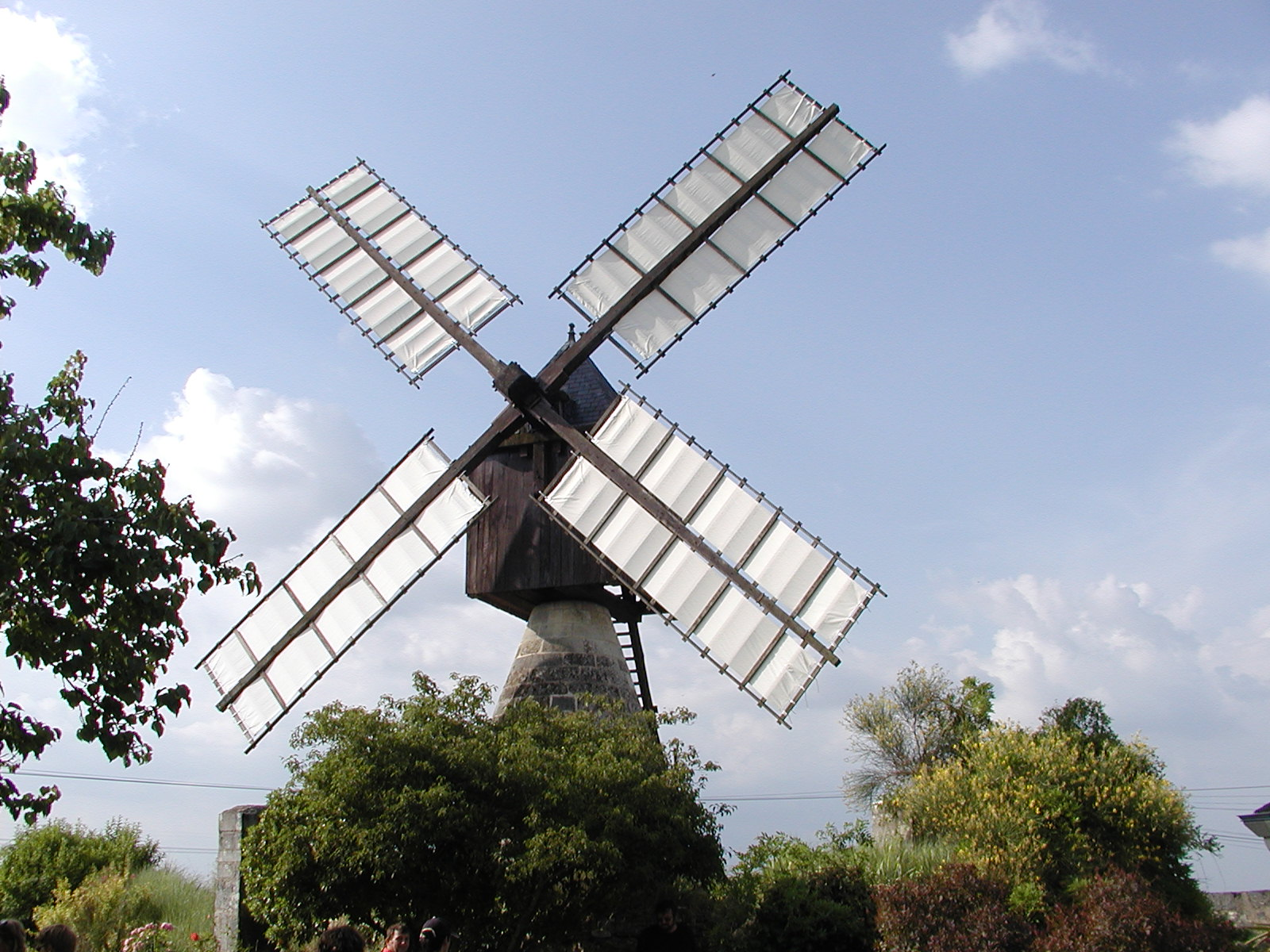
La Herpinière (Turquant).
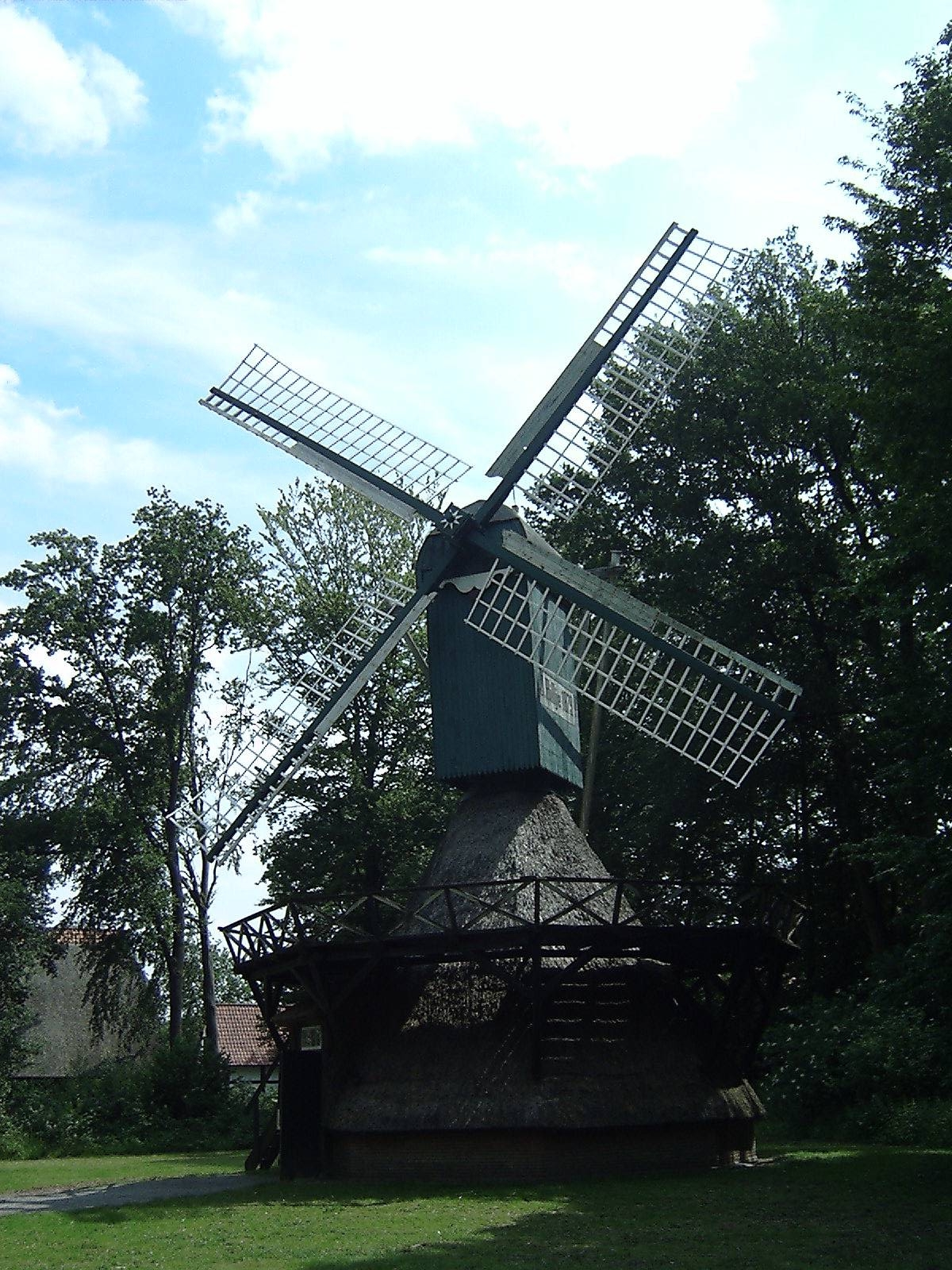
Moulin à grain cavier allemand.
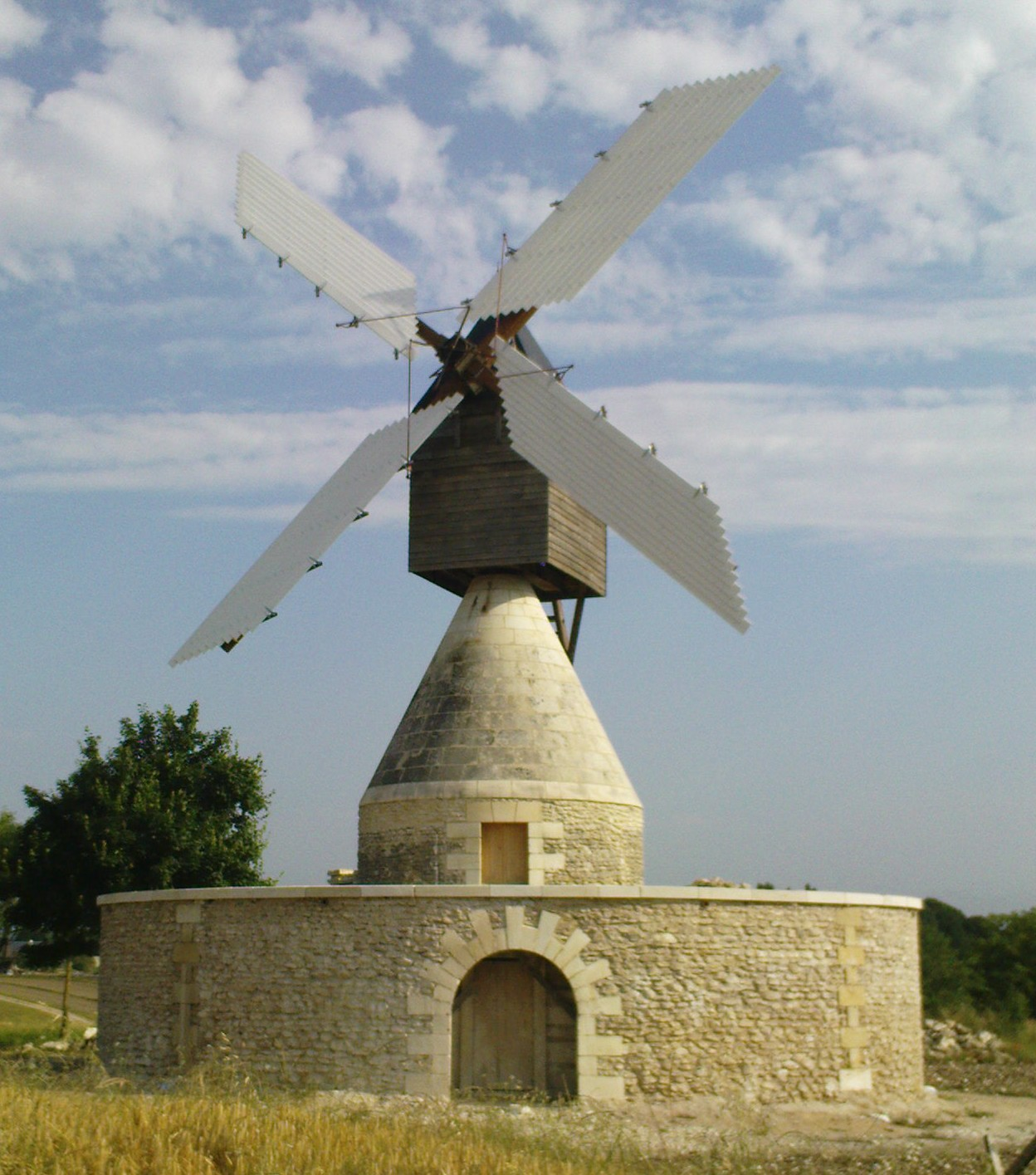
Moulin des Aigremonts (Bléré), face.
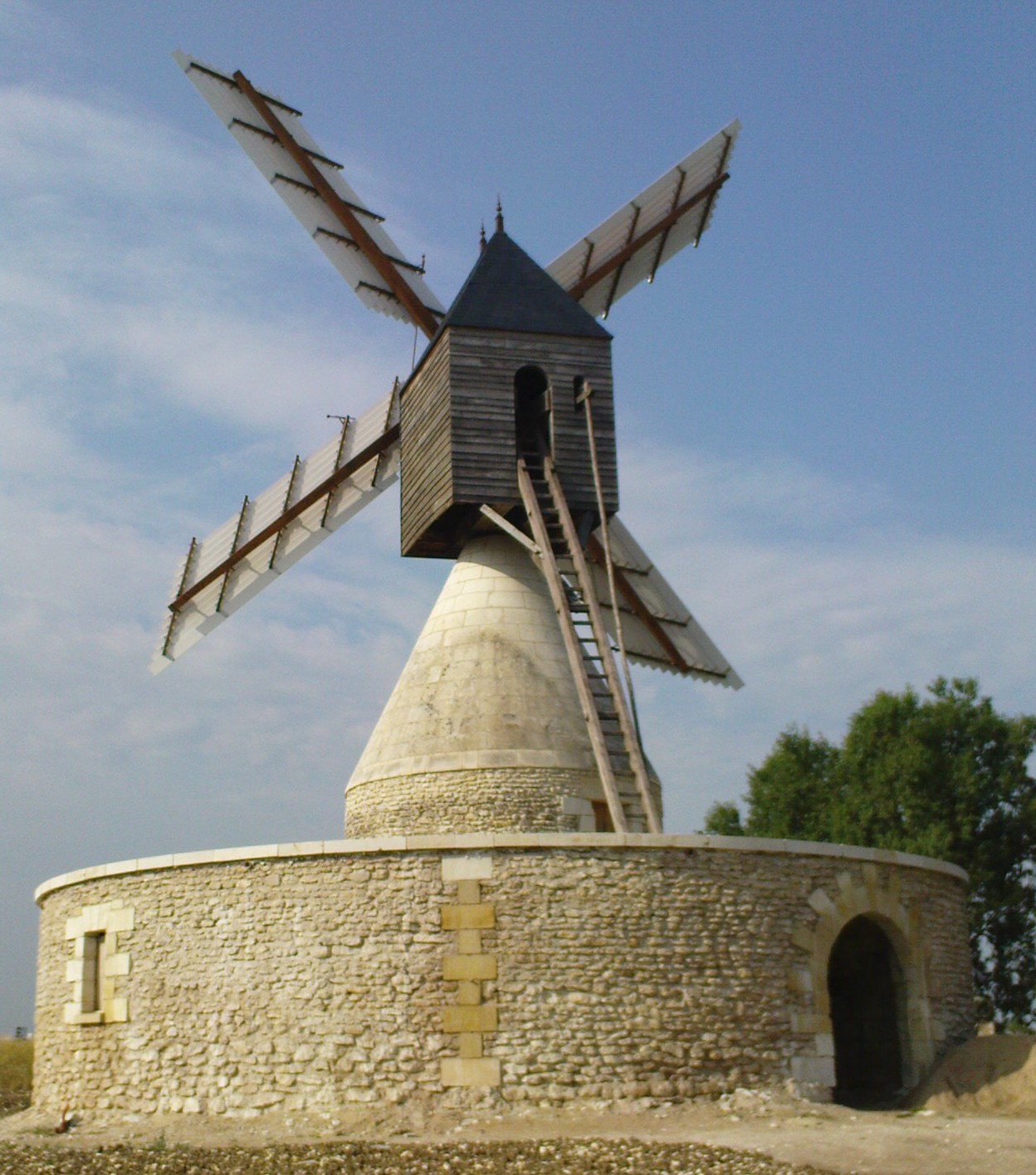
Moulin des Aigremonts (Bléré), arrière.